# S3 Inc.

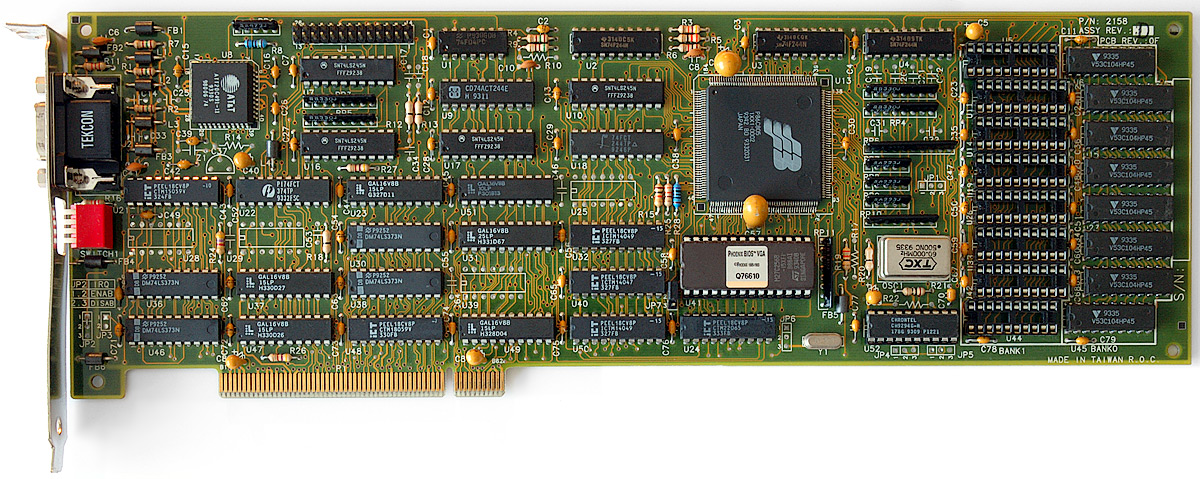
Grafikkarte mit S3 P86C805-Chip (Miro Crystal 8S)

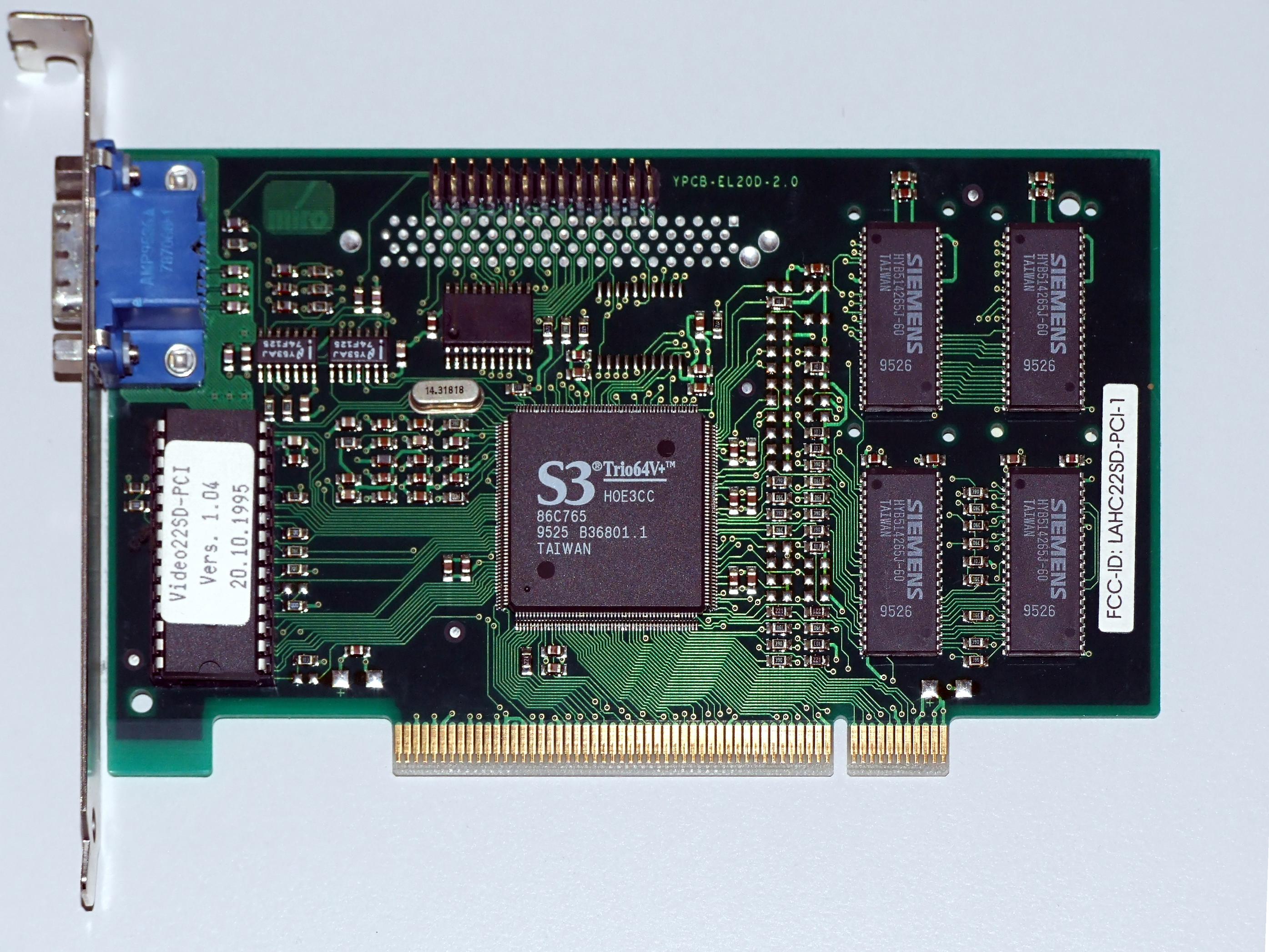
PCI-Grafikkarte mit S3-Trio-Chip

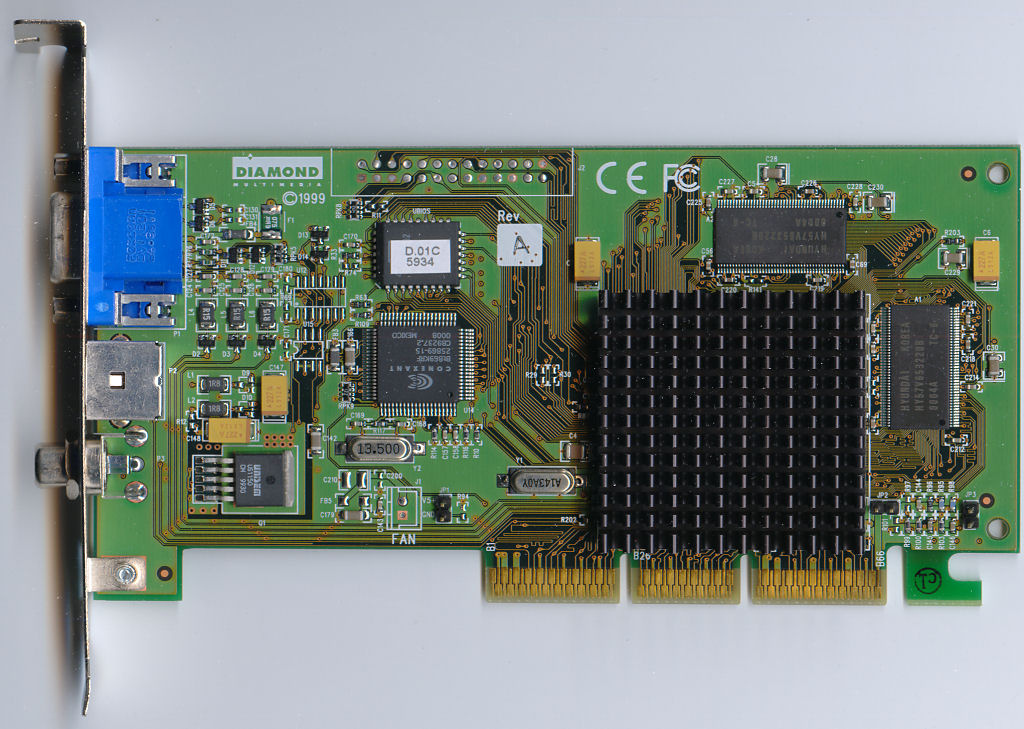
AGP-Grafikkarte mit S3-Savage2000-Chip von Diamond Multimedia

Die Firma S3 Inc. (kurz S3, NASDAQ SIII) war ein langjährig sehr erfolgreicher US-amerikanischer Entwickler und Produzent von Grafikchips für PC-Grafikkarten. Bis Mitte der 1990er Jahre war S3 Marktführer im Bereich Grafikchipmarkt. Mit dem Aufkommen der 3D-fähigen Grafikchips (besonders durch 3dfx) ging diese Vormachtstellung zu Ende, da man nicht rechtzeitig leistungsfähige Chips für diesen Trend anbieten konnte.

## Geschichte
S3 wurde 1989 in Fremont, Kalifornien gegründet.
Das Unternehmen wurde vor allem in den 1990er-Jahren bekannt durch die Entwicklung der erfolgreichen Grafikchip-Baureihe Vision, die erst zur hochintegrierten Ein-Chip-Lösung Trio, und diese zur ViRGE-Familie mit einfachen 3D-Fähigkeiten weiterentwickelt wurde.
Erste Gewinneinbrüche zeichneten sich ab, als 1996 mit dem Voodoo Graphics der bis dahin unbekannten Firma 3dfx der Trend zu hardwarebeschleunigter 3D-Grafik auf dem Heimanwendermarkt begann. S3 hatte mit seinen ViRGE-Chips kaum etwas entgegenzusetzen, denn obwohl diese für eine gute 2D-Leistung bekannt waren, im 3D-Teil für Spiele als zu langsam und unausgereift galten.
Hastig wurden mit der Savage-Serie (Savage 3D, Savage 4 und Savage 2000) noch durchaus gute Grafikchips entwickelt und ab 1998 verkauft, jedoch hatte man mit erheblichen Qualitätsproblemen bei Treibern und Hardware zu kämpfen. Daraus resultierend gab es auch immer wieder Verzögerungen bei der Lieferbarkeit. Langfristig konnte S3 der Entwicklung nicht mehr schnell genug folgen, um überleben zu können.
Trotz allem entwickelte S3 wegweisende Techniken wie die Kompressionsmethode S3TC für Texturen, das letztlich sogar in den DirectX-Standard von Microsoft eingeflossen ist.
S3 als Chipentwickler fusionierte 1999 mit dem Grafikkartenhersteller Diamond Multimedia, um die eigenen Grafikchips exklusiv auf eigenen Grafikkarten zu vermarkten. Das erste (und letzte) Produkt war die Grafikkarte Diamond Viper II mit dem neuen S3-Savage-2000-Chip. Allerdings hatte dieser erneut schwere Konstruktionsfehler, u. a. funktionierte die integrierte T&L-Einheit nicht wie erwartet, so dass er nicht mit dem mittlerweile als Maßstab geltenden Grafikprozessor GeForce 256 von Nvidia konkurrieren konnte.
Als Folge dieses Fehlschlages benannte sich S3 im Jahr 2000 in SonicBlue (NASDAQ SBLU) um. Das Unternehmen verkaufte danach hauptsächlich Rio-MP3-Player, die noch von Diamond Multimedia stammen. Die Supra-Modem-Linie wurde mangels Erlösen eingestellt, und die FireGL-Produktlinie an ATI verkauft. Die FireGL-Entwicklung basierte nie auf S3-Produkten, sondern verwendete Hochleistungs-Grafikhalbleiter von IBM, um damit am Markt für Windows-basierte professionelle Mittelklasse- und High-End-OpenGL-Beschleuniger mit zu den Marktführern zu zählen.
Der Grafikchipbereich wurde im Jahr 2001 ausgegliedert und als Joint-Venture mit VIA Technologies als S3 Graphics neu gegründet. Das Unternehmen begann zuerst, Savage-4-Grafikcores in VIA-Chipsätze zu integrieren. Das Ergebnis dieser Arbeiten sind diverse integrierte Chipsätze von VIA wie der Apollo ProMedia 133 oder die Twister-K-Serie für AMD-CPUs.